# Os Fidalgos da Casa Mourisca
Os Fidalgos da Casa Mourisca é um romance póstumo do escritor português Júlio Dinis, publicado em 1871.
A obra conta a história dos fidalgos Negrões de Vilar dos Corvos, uma família abalada por várias tragédias que vive na Casa Mourisca. Na altura em que se desenrolam os acontecimentos mais importantes da história, a família está reduzida a três membros: D. Luís Negrão de Vilar de Corvos, um "velho sexagenário, grave, severo e taciturno", e os seus dois filhos mais novos, Jorge e Maurício.

## Enredo
D. Luís é um velho fidalgo, que vê a sua vida destruída por sucessivas tragédias, afundado em dívidas, assiste à morte da mulher e da filha mais nova.
Jorge e Maurício pretendem inverter a situação e erguer novamente o nome da casa e da família e devolver a prosperidade àquelas paragens.
Berta da Póvoa é uma rapariga elegante, virtuosa, de bons costumes que regressa a casa depois de ser educada na cidade. É filha de Tomé da Póvoa, o antigo caseiro de D. Luís, que conseguiu singrar na vida com muito trabalho e dedicação, e afilhada do fidalgo da casa Mourisca.
Jorge apaixona-se por Berta sendo que o seu amor é correspondido, porém, a diferente condição social dos dois, Jorge é fidalgo e Berta é plebeia, impede-os de dar largas ao seu amor e de casarem. Por isso, e por entre juras de amor eterno, combinam secretamente, que devem seguir caminhos diferentes.
Devido à debilitada condição de D. Luís, o fidalgo é amparado pela sua afilhada. D. Luís nutre um carinho muito grande por Berta da Póvoa reconhecendo-lhe características de personalidade muito nobres.
Jorge entretanto vai recuperando a prosperidade das terras e devolvendo o bom nome à casa, enquanto que Maurício se inicia na vida diplomática em Lisboa, ao cuidado da prima dos Bacelos, com quem acaba por casar.
D. Luís descobre o amor entre Jorge e Berta e, para espanto de todos, concede que o casamento se faça. 
Jorge e Berta vivem assim o seu amor e D. Luís vê a prosperidade e a felicidade regressar à sua herdade.